# Herb gminy Chybie
Herb gminy Chybie – symbol gminy Chybie, ustanowiony 22 lipca 1993, ze zmianą 29 sierpnia 2003.

## Wygląd i symbolika
Herb przedstawia na tarczy w polu błękitnym drzewo ze złotymi liśćmi i brązowym pniem, po jego obu stronach parę wieśniaków (kobietę w czerwonej spódnicy, z czarnym gorsetem i białą chustą na głowie oraz mężczyznę z kosą w rękach, w białej sukmanie, czarnym kapeluszu, z czerwonym pasem i butami), a pod wszystkimi elementami srebrną rybę.  